# Huashans klippmålningar

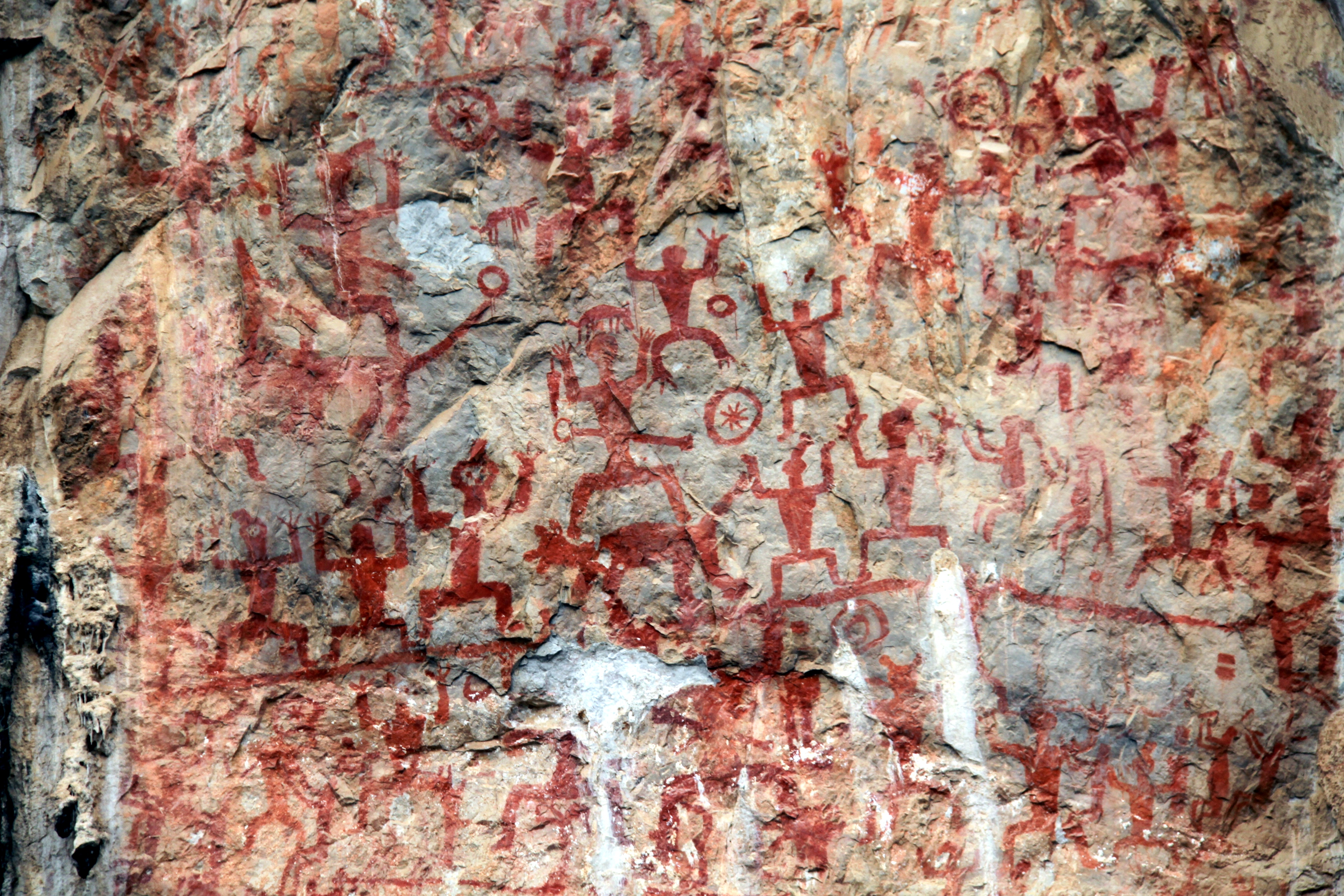
Huashans klippmålningar

Huashans klippmålningar (花山岩画; Huāshān yánhuà) eller Zuojiang Huashan Rock Art Cultural Landscape är en omfattande samling av klippmålningar i Guangxi i södra Kina. Målningarna är uppförda på vertikala klippsidor och föreställer människor och föremål i rituella situationer. Totalt är det många tusen bilder och de äldsta gjordes för ungefär 2 400 år sedan. Huashans klippmålningar är ett viktigt källmaterial för historieforskningen om det forna livet i södra Kina. Sedan 2016 är Huashans klippmålningar listat av Unesco som kulturellt världsarv.
Huashans klippmålningar, som omges av karst, floder och slätter är ett kulturområde som representerar Dong Sonkulturen som var utbredd i södra Kina. Klippmålningarna gjordes av  Luoyuefolket (雒越) (eller Lạc Việt) som var Zhuangfolkets förfäder. (Zhuangfolket är efter Hankineser Kinas största nationalitet.) Dong Sonkulturen är utöver klippmålningarna även känd för att ha tillverkat en stor mängd bronstrummor, kända som Dong Son trummorna. Huashan betyder på  Zhuangfolkets språk "De målade bergen".
Huashans klippmålningar är uppförda i tidsspannet från tiden för De stridande staterna (start 400-talet f.Kr.), genom Qindynastin och under Handynastin fram till 100-talet e.Kr. Området där klippmålningarna finns upptogs 214 f.Kr. i Qindynastins territorium.
Målningarna finns längs de relativt släta vertikala klippsidorna vända mot vattnet över en sträcka på mer än 100 km längs Zuofloden och dess biflod Mingfloden. Klippmålningarna är fördelade på totalt 38 platser i tre områden kring Chongzuo längs Zuofloden och Mingfloden. Fyra mil sydväst om Fusui längs Zuofloden finns 18 platser med klippmålningar. Se t ex.22°32′42″N 107°35′39″Ö / 22.54500°N 107.59417°Ö Två mil nordost om Longzhou längs Zuofloden finns 16 platser. Se t ex.22°23′33″N 107°05′34″Ö / 22.39250°N 107.09278°Ö Längs Mingfloden en dryg mil norr om Ningming finns ytterligare 4 platser med klippmålningar som upptar totalt 8 000 m². Se t ex.22°15′20″N 107°01′53″Ö / 22.25556°N 107.03139°Ö.
Totalt omfattar Huashans klippmålningar drygt 4 000 bilder varav mer än 3 000 av bilderna föreställer personer. Grundbilden är en hukande person som omges av andra bilder föreställande djur, knivar, svärd, trummor och klockor. Helheten beskriver sannolikt rituella handlingar. Bilderna har stora likheter med dem på Dong Son trummorna som hittats i södra Kina och även i Vietnam. En återkommande bild är en cirkel med en prick i som tros symbolisera just en trumma.
De flesta bilderna på människor är en dryg meter höga. Den högsta är 358 cm och den mista är 30 cm hög. Endast två av de flera tusen avbildade personerna föreställer uppenbart kvinnor. Målningarna är utförda med röd, eller rödbrun, färg. Pigmentet består av en blandning av röd ockra, animaliskt lim, blod och oxalsyra. Blandningen har gjort färgen beständig över hittills två tusen år.